# 21405 Sagarmehta
A 21405 Sagarmehta (ideiglenes jelöléssel 1998 FU61) a Naprendszer kisbolygóövében található aszteroida. A LINEAR projekt keretében fedezték fel 1998. március 20-án.